# 루트비히 토마

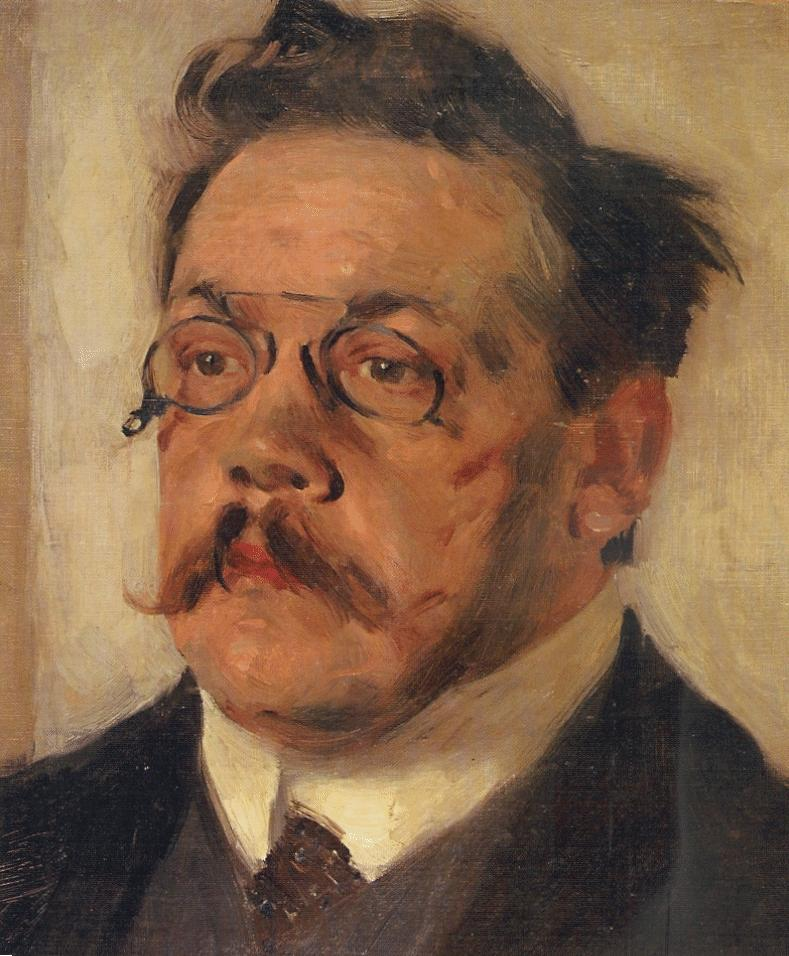

루트비히 토마(1867년 1월 21일 ~ 1921년 8월 26일)는 독일의 소설가·극작가이다.
수난극으로 유명한 바이에른의 오바안메르고에서 출생하여 풍자와 야유, 유머를 엮어 넣어서 고향 바이에른의 편협하고 고루한 농민생활을 묘사하고 있다. 단편집이나 희극 <메달>(1901), <도덕>(1903) 등 외에 중편 <장난꾸러기 이야기>와 장편 <앙드레아스 페스트>(1905), <홀아비>(1911) 등은 특히 유명한 것이다.